# Saint-Martin-du-Tilleul
Saint-Martin-du-Tilleul – miejscowość i gmina we Francji, w regionie Normandia, w departamencie Eure.
Według danych na rok 1990 gminę zamieszkiwało 260 osób, a gęstość zaludnienia wynosiła 50 osób/km² (wśród 1421 gmin Górnej Normandii Saint-Martin-du-Tilleul plasuje się na 647. miejscu pod względem liczby ludności, natomiast pod względem powierzchni na miejscu 673.).